# Gertrud Caspari
Gertrud Caspari (22 mars 1873 à Chemnitz - 7 juin 1948 à Klotzsche, Dresde) est une illustratrice allemande de livres pour enfants dans la première moitié du 20e siècle. Elle est reconnue comme créatrice d'un style moderne pour enfants appelé « Caspari ».

## Biographie
Gertrud Caspari est née à Chemnitz en 1873, elle est la quatrième des cinq enfants du marchand Robert Caspari. Après la mort de son père en 1888, la famille déménage à Dresde en 1894. Gertrud Caspari travaille comme gouvernante pendant un an, puis étudie à la Dresden School of Applied Arts de 1895 à 1898, se formant pour devenir enseignante. Elle est atteinte en 1897 de la maladie de Graves, qui la maintient alitée pendant de nombreuses années. C'est à cette époque qu'elle a l'idée d'un premier livre illustré pour enfants.

## Carrière
Son premier livre d'images est publié en 1903 sous le titre Das lebende Spielzeug,. L'année suivante, elle participe avec succès à une exposition à Leipzig, où elle montre des frises en appliqué. Elle reçoit régulièrement des commandes pour illustrer des livres pour enfants, ainsi que des manuels scolaires et des recueils de chansons.

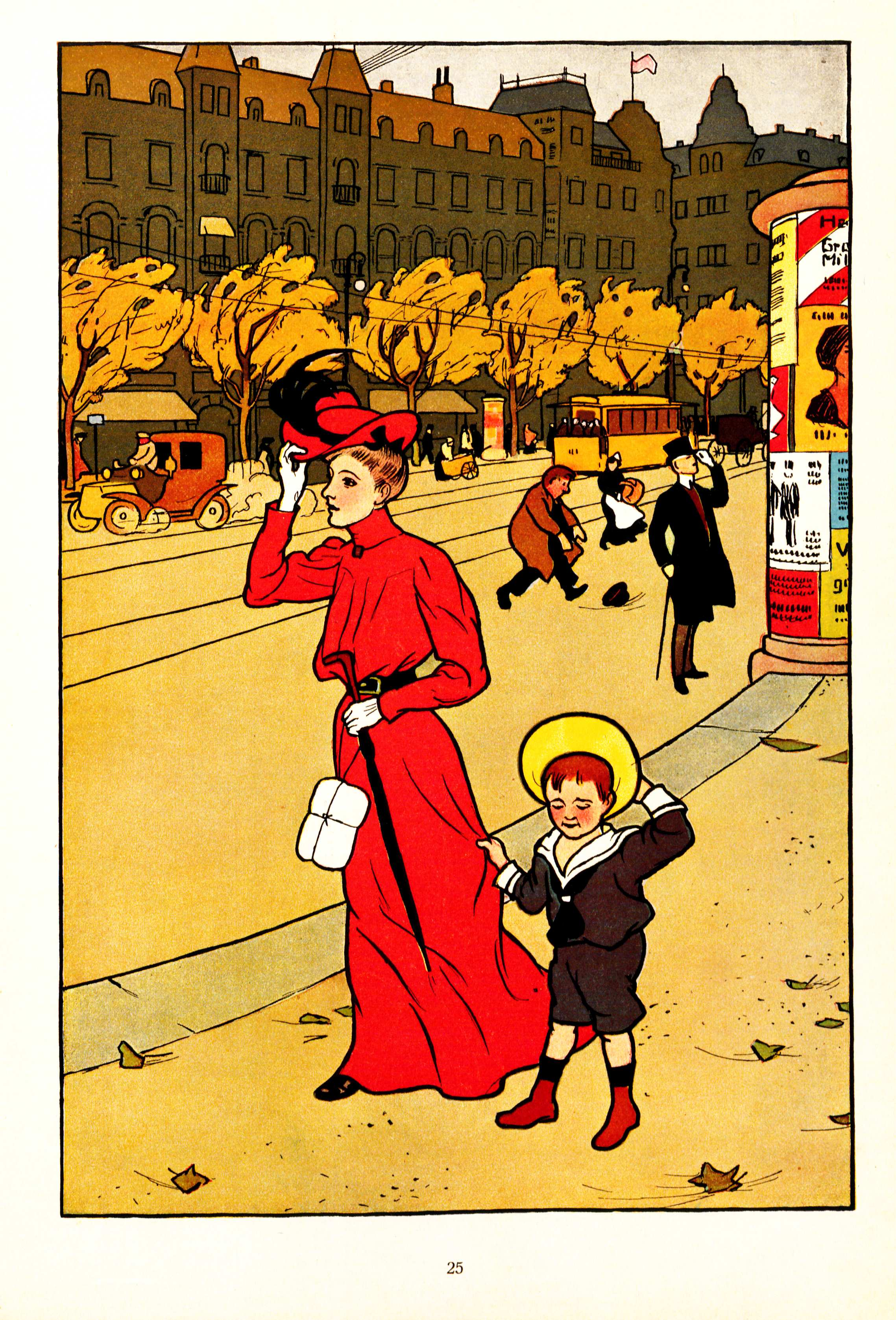
Gertrud Caspari, 'Wind', Kinderhumor (1906)

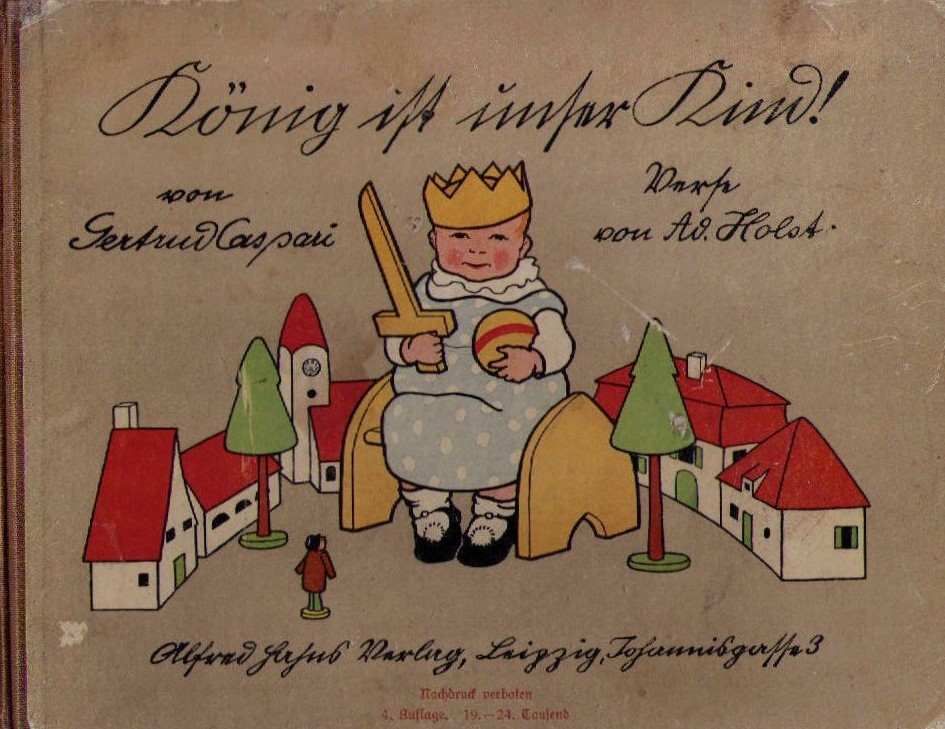
Gertrud Caspari, König ist unser King ! (1915)

En 1906, elle et son frère Walther Caspari, qui travaille en tant que graphiste pour des magazines politiques, sont sollicités par l'association des enseignants de Leipzig pour créer le livre d'images Kinderhumor für Auge und Ohr. Le livre est publié en 1906 par Verlag Alfred Hahn à Leipzig et établit une coopération de 40 ans entre l'éditeur et Gertrud Caspari. L'auteur Adolf Holst écrit des poésies pour de nombreuses illustrations.
Son frère Walther décède en 1913 à l'âge de 44 ans, Gertrud Caspari poursuit seule le travail. L'année suivante, elle déménage d'un quartier de Dresde, Bühlau, à un autre,Klotzsche où elle reste jusqu'à la fin de la Seconde Guerre mondiale. À l'époque de l'Allemagne nazie, elle illustre des livres pédagogiques pour le ministère de la Propagande . Après la guerre, elle est accusée de collaboration. Caspari perd son appartement à Klotzsche et passe ses dernières années à Lößnitz dans l'Erzgebirge où elle vit dans la pauvreté.
Caspari a publié plus de 50 livres illustrés pour enfants et illustré plus de 20 œuvres d'autres auteurs. De plus, elle a conçu des cartes postales, des jeux, des calendriers et des figurines en porcelaine,. En 1927, elle crée des peintures murales et des vitraux pour une maison de repos pour enfants à Jetřichovice dans le quartier de Tetschen (aujourd'hui en République tchèque ). Ses illustrations de bébés animaux et de leurs parents ont constitué la base de l'arithmétique pour de nombreux enfants dans les années 1920. 
Caspari est considérée comme le créateur d'un style d'illustrations pour les enfants, appelé « style Caspari »,. « Sa peinture se caractérise par de grandes surfaces, souvent des arrière-plans monochromes, des perspectives simples, des contours nets, des figures simples et une couleur vive et chaude ». Elle a également dessiné des scènes de sa patrie saxonne. 
Pour Caspari, le format du livre et l'épaisseur des pages sont importants en termes de manipulation adaptée aux enfants et elle choisit les matériaux en conséquence. La succession et les droits de ses œuvres sont gérés par la Fondation de la famille Gertrud Caspari. Certains livres ont été réédités par la fondation. 

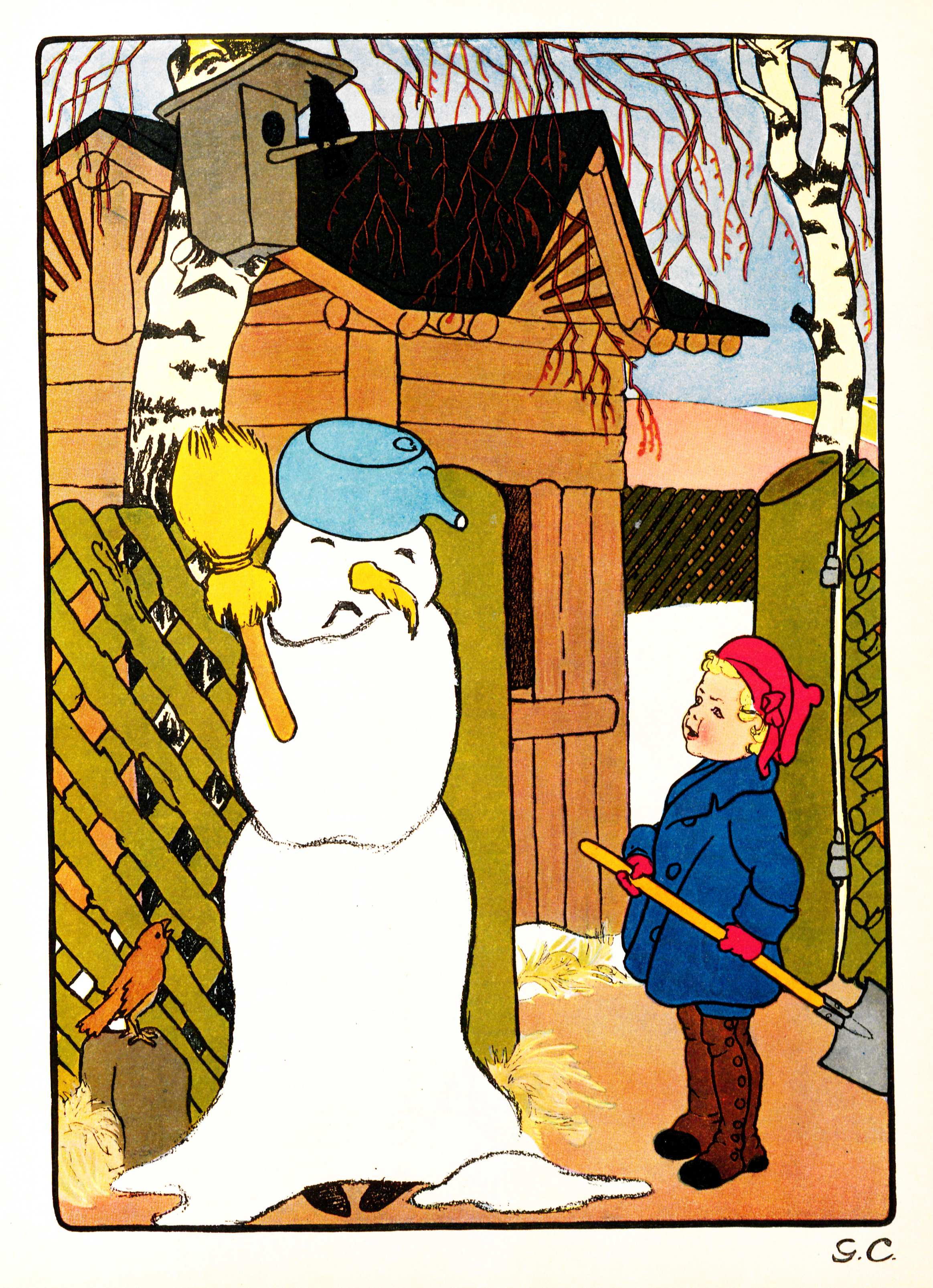
Gertrud Caspari, 'Schneemann', Frühling

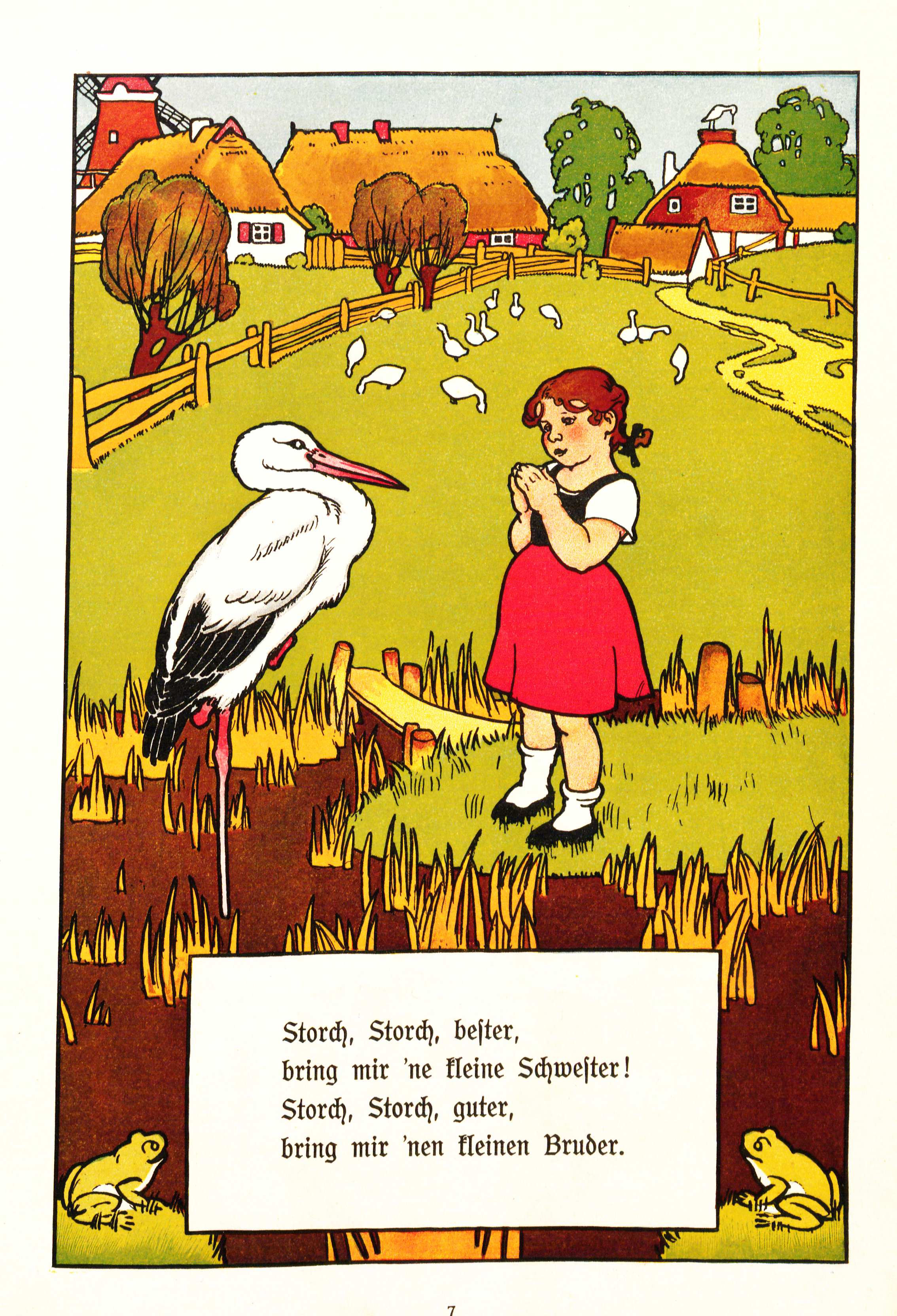
Gertrud Caspari, 'Storch', Kinderhumor (1906)

## Mort et héritage

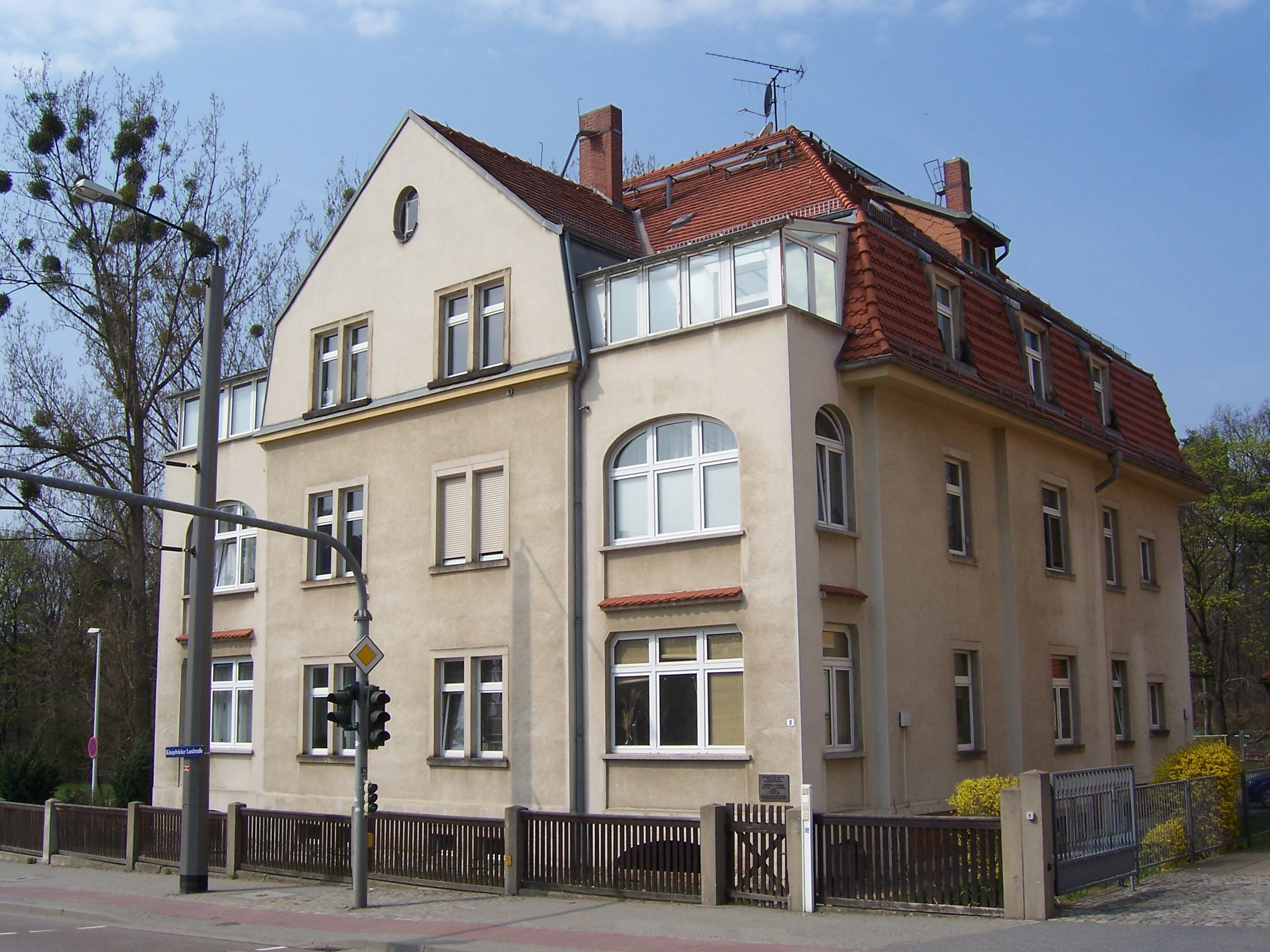
La maison de Gertrud Caspari

Peu de temps avant sa mort, elle retourne à Dresde. Caspari décède le 7 juin 1948 dans un hôpital de Dresde des complications d'une opération de l'oreille moyenne. Sa tombe est située dans le nouveau cimetière de Dresde-Klotzsche. 
En 1954, une rue de Klotzsche, Dresde a été nommée d'après Gertrud Caspari. Sa maison sur la Königsbrücker Landstraße 3 a été préservée. En 1998, une plaque commémorative a été placée sur la maison pour commémorer l'ancien résident bien connu. De plus, une école primaire du district porte le nom de Gertrud Caspari. 